# Landkreis Straubing
Der Landkreis Straubing gehörte zum bayerischen Regierungsbezirk Niederbayern. Sein ehemaliges Gebiet liegt heute größtenteils im Landkreis Straubing-Bogen.

## Geographie

### Wichtige Orte
Die größten Orte waren Aiterhofen, Rain, Steinach und Feldkirchen.

### Nachbarkreise
Der Landkreis grenzte 1972 im Uhrzeigersinn im Nordosten beginnend an die Landkreise Bogen, Deggendorf, Landau an der Isar, Dingolfing, Mallersdorf und Regensburg.
Die kreisfreie Stadt Straubing war eine Enklave inmitten des Landkreises.

## Geschichte

### Landgericht
1803 wurde im Verlauf der Verwaltungsneugliederung Bayerns das Landgericht Straubing errichtet. Dieses wurde nach der Gründung des Königreichs Bayern dem Regenkreis zugeschlagen, dessen Hauptstadt bis 1810 Straubing war.
1809 wurde die Stadt Straubing aus dem Landgerichtsbezirk ausgegliedert und zur kreisunmittelbaren Stadt erhoben, blieb aber Verwaltungssitz des Landgerichts.
1810 kam das Landgericht Straubing zum Unterdonaukreis mit der Hauptstadt Passau.
1838 wurde der Unterdonaukreis in Kreis Niederbayern umbenannt aus dem der gleichnamige Regierungsbezirk hervorging.

### Bezirksamt
Das Bezirksamt Straubing folgte im Jahr 1862 dem flächengleichen Landgericht älterer Ordnung Straubing.
Anlässlich der Reform des Zuschnitts der bayerischen Bezirksämter erhielt das Bezirksamt Straubing am 1. Januar 1880 die Gemeinde Pittrich des Bezirksamtes Regensburg.

### Landkreis
Am 1. Januar 1939 wurde wie sonst überall im Deutschen Reich die Bezeichnung Landkreis eingeführt. So wurde aus dem Bezirksamt der Landkreis Straubing.
Im Jahr 1946 wurde der Landkreis Straubing um die Gemeinden Kirchroth und Zeitldorn des Landkreises Regensburg vergrößert.
Am 1. Januar 1972 trat der Landkreis die Gemeinden Alburg, Hornstorf, Ittling und Kagers an die kreisfreie Stadt Straubing ab.
Am 1. Juli 1972 wurde der Landkreis Straubing im Zuge der Gebietsreform in Bayern aufgelöst. Seine Gemeinden wurden mit einigen Gemeinden des aufgelösten Landkreises Mallersdorf, einigen Gemeinden des Landkreises Regensburg sowie mit dem aufgelösten Landkreis Bogen (ausgenommen die Gemeinde Bernried) zum neuen Landkreis Straubing-Bogen zusammengefasst.

## Einwohnerentwicklung
| Jahr | Einwohner | Quelle |
| ---- | --------- | ------ |
| 1840 | 18.604    | [ 5 ]  |
| 1864 | 20.675    | [ 6 ]  |
| 1885 | 21.719    | [ 5 ]  |
| 1900 | 21.924    | [ 5 ]  |
| 1910 | 23.416    | [ 5 ]  |
| 1925 | 23.359    | [ 5 ]  |
| 1939 | 26.971    | [ 5 ]  |
| 1950 | 34.521    | [ 5 ]  |
| 1960 | 28.451    | [ 7 ]  |
| 1971 | 31.600    | [ 8 ]  |

## Bezirksamtsvorstände und Landräte
- 1913–1921 Ignaz Poschenrieder
- 1922–1925 Hans Schwindt
- 1925–1927 Ferdinand Braun
- 1927–1933 Otto Mantler (01.10.1927 – 31.03.1933)
- 1933–1937 Friedrich Freiherr von Moreau
- 1938–1939 Otto Jehle
- 1940–1945: Franz Müller
- 1945–1955: Karl Bickleder
- 1960:–0000 Josef Schmid
- 1970:–0000 Anton Wild

## Gemeinden
Vor dem Beginn der bayerischen Gebietsreform umfasste der Landkreis Straubing in den 1960er Jahren 46 Gemeinden:
| - Agendorf, heute zu Steinach - Aholfing - Aiterhofen - Alburg, heute zu Straubing - Amselfing, heute zu Aiterhofen - Atting - Dürnhart, heute zu Rain - Eschlbach, heute zu Leiblfing - Feldkirchen - Geltolfing, heute zu Aiterhofen - Grafling, heute zu Oberschneiding - Hailing, heute zu Leiblfing - Hankofen, heute zu Leiblfing - Hornstorf, heute zu Straubing - Irlbach - Ittling, heute zu Straubing - Kagers, heute zu Straubing - Kirchroth - Kößnach, heute zu Kirchroth - Leiblfing - Metting, heute zu Leiblfing - Mitterharthausen, heute zu Feldkirchen - Münster, heute zu Steinach | - Niederharthausen, heute zu Aiterhofen - Niedermotzing, heute zu Aholfing - Niederschneiding, heute zu Oberschneiding - Oberharthausen, heute zu Geiselhöring - Obermotzing, heute zu Aholfing - Oberpiebing, heute zu Salching - Oberschneiding - Obersunzing, heute zu Leiblfing - Oberzeitldorn, heute zu Kirchroth - Paitzkofen, heute zu Straßkirchen - Parkstetten - Perkam - Pönning, heute zu Geiselhöring - Rain - Reibersdorf, heute zu Parkstetten - Reißing, heute zu Oberschneiding - Salching - Schambach, heute zu Straßkirchen - Schwimmbach, heute zu Leiblfing - Steinach - Straßkirchen - Unterzeitldorn, heute zu Straubing - Wolferkofen, heute zu Oberschneiding |  |

- Die Gemeinde Riedling wurde am 1. August 1920 nach Oberpiebing eingemeindet und die Gemeinde Pittrich am 1. Januar 1946 nach Kößnach.

## Kfz-Kennzeichen
Am 1. Juli 1956 wurde dem Landkreis bei der Einführung der bis heute gültigen Kfz-Kennzeichen das Unterscheidungszeichen SR zugewiesen. Es wird im Landkreis Straubing-Bogen und in der Stadt Straubing durchgängig bis heute ausgegeben.